# エミテラス所沢
エミテラス所沢（エミテラスところざわ）は、埼玉県所沢市の西武鉄道所沢駅西口にある複合商業施設（ショッピングモール）である。地上7階建てで、延べ床面積は約12万9000平方メートル。商業棟は4階建てで、開業時点で142店舗のテナントが出店した。
事業主は西武鉄道と住友商事で、西武リアルティソリューションズ、住友商事、住商アーバン開発が運営している。西武所沢車両工場跡地（約3万4000平方メートル）を再開発した。事業費は約295億円。

## 概要
西武所沢車両工場跡地を再開発する「所沢駅西口土地区画整理事業」の中核のC地区（一部D地区）にあたる。所沢駅東口には西武鉄道本社があり、同社含む西武ホールディングスにとって、エミテラス開業は所沢駅東西両側で進めてきた開発の「仕上げ」して建てられた。

## 商圏
所沢市など埼玉県南西部だけでなく、東京都多摩地域のうち所沢に近い東村山市や東大和市なども商圏と位置付けている。
エミテラス所沢に先立って、所沢駅前ではグランエミオ所沢など商業集積が進んでいた。このため、西武新宿線で所沢駅から北西へ2駅先にある新所沢駅前の商業施設新所沢パルコは、2024年（令和6年）2月29日をもって閉館することとなった。

## フロア構成とテナント
営業時間は店舗が10時00分 - 21時00分、1階のフードコート「こもれびフードホール」が10時00分 - 21時30分、4階のレストラン「そらくもダイニング」は11時00分 - 22時30分。
フロアは各階ごとに個別のコンセプトを持つ。
- 1階：ここから出かけるわくわく感とみどりの中でゆっくりと癒される空間
- 2階：さまざまなアートやカルチャーに触れて感動できる空間
- 3階：子育て世代やファミリーをターゲットに、家族で時間を過ごせる空間
- 4階：非日常体験とお子さまの成長を感じられる空間

食品スーパーのサミットストア、及びシネマコンプレックスのT・ジョイ エミテラス所沢などを核店舗としている。

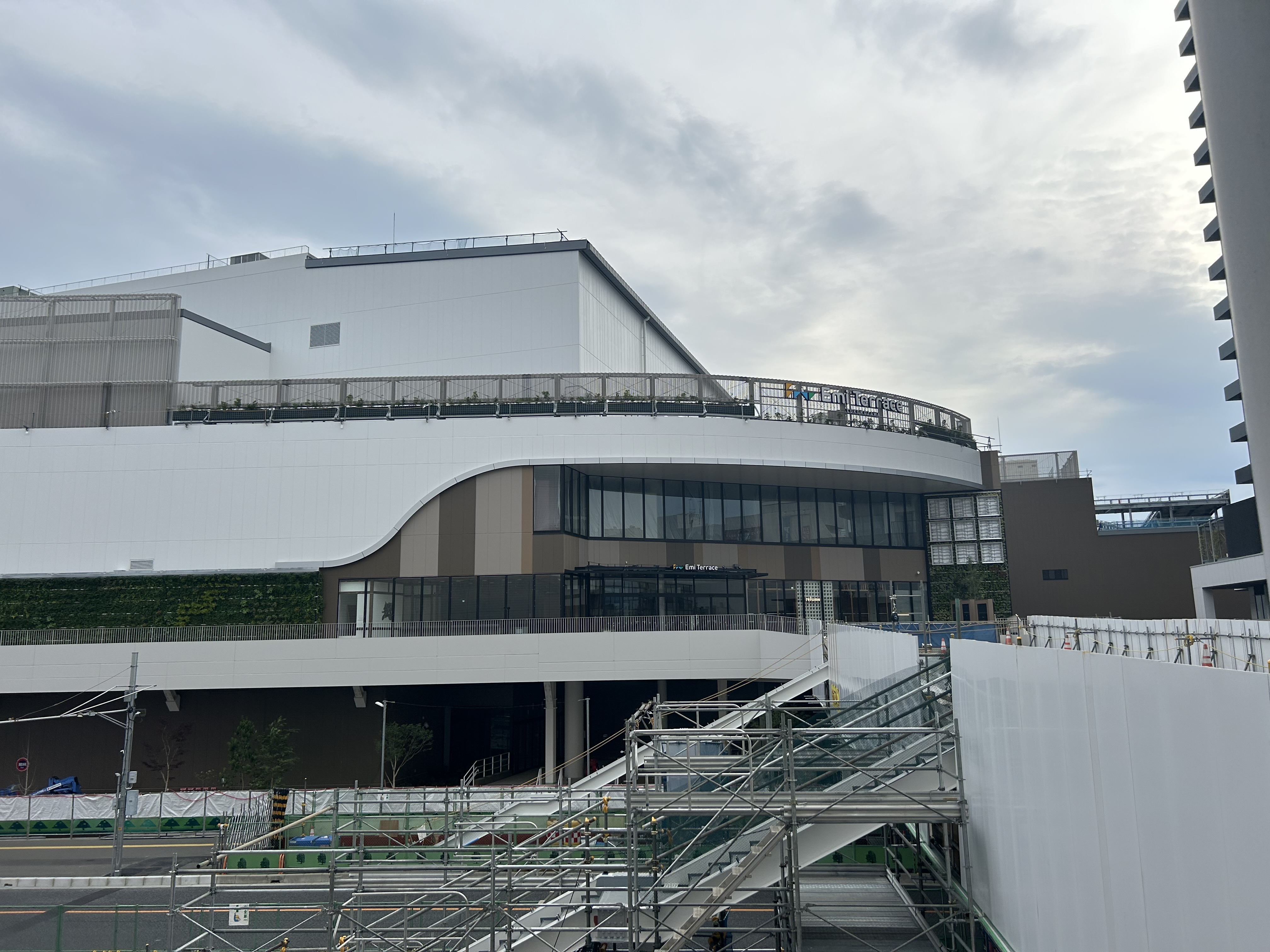
エミテラス所沢_エントランス（開業前に撮影）
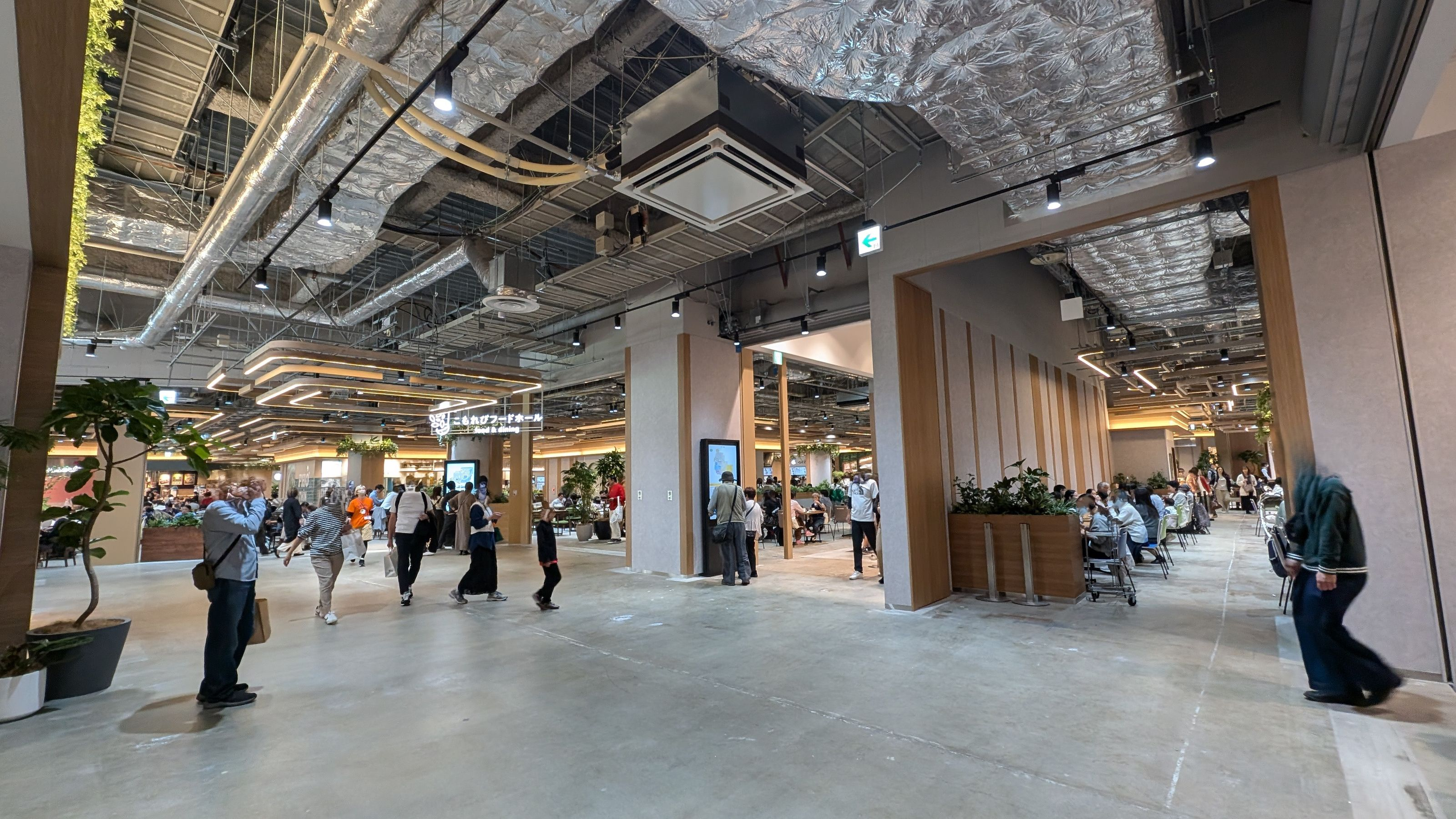
1F こもれびフードホール
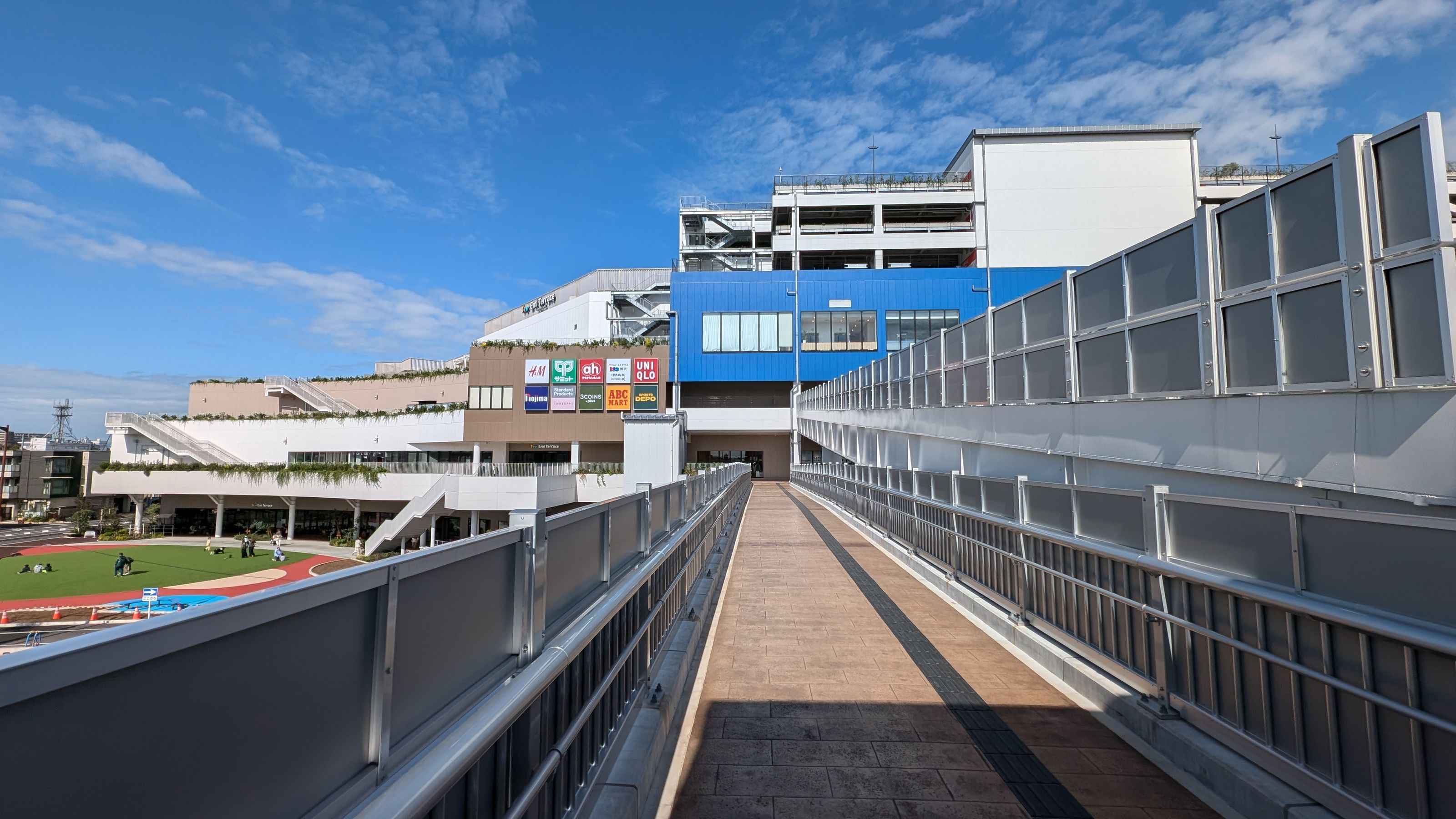
2F 連絡通路（南側）
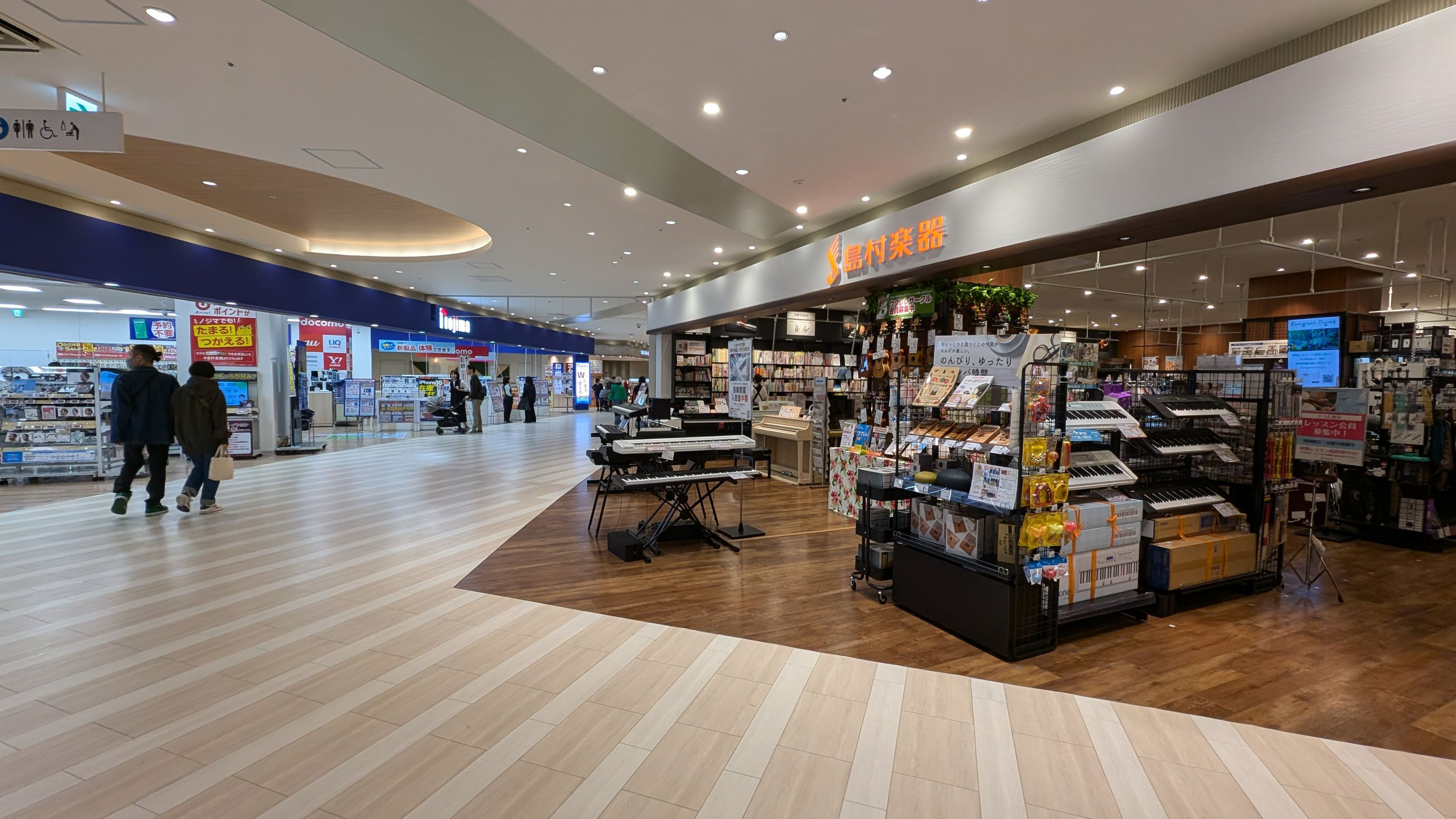
3F ノジマ、島村楽器
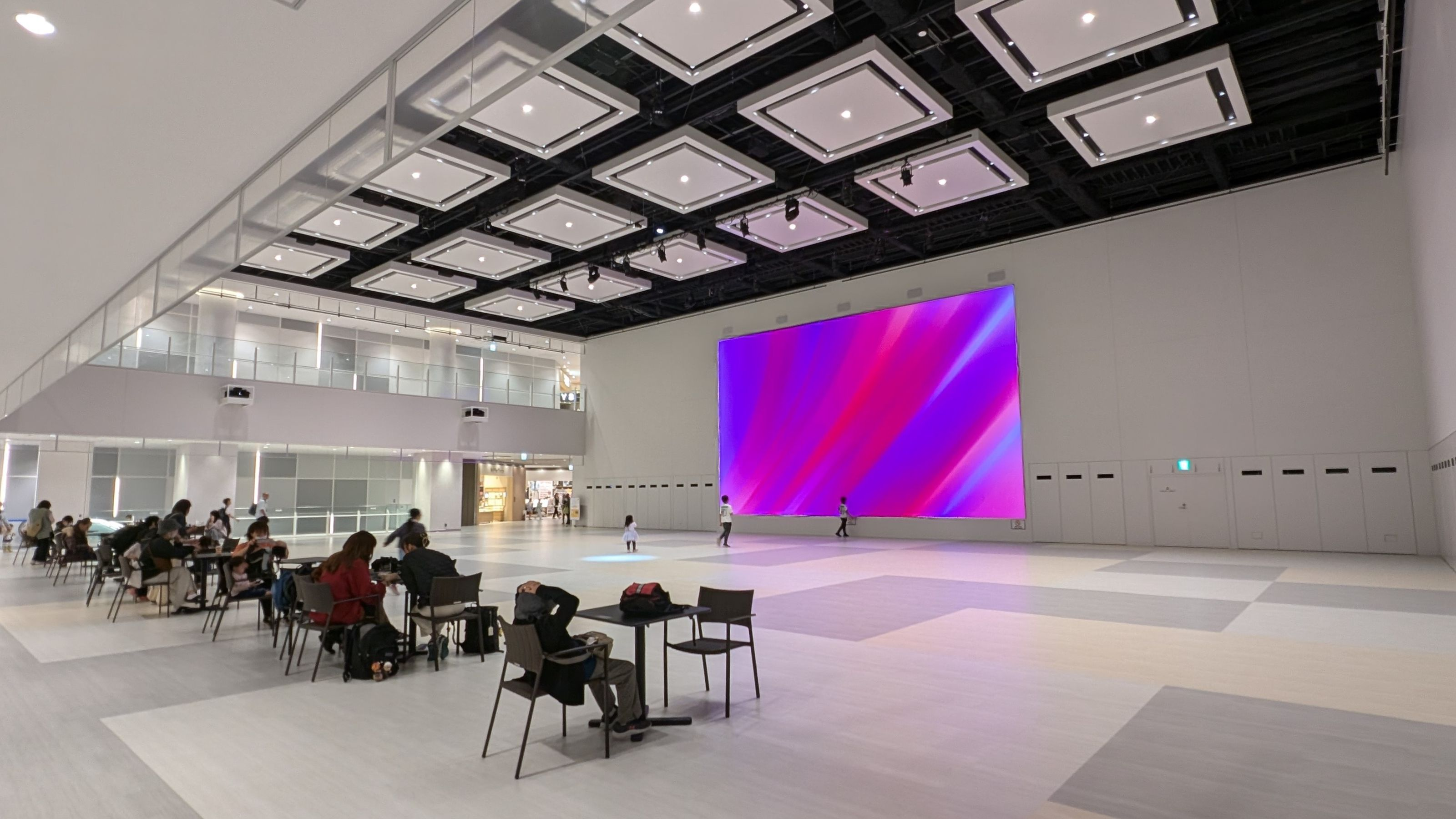
イベント空間のTOKOROZAWA e-CUBE
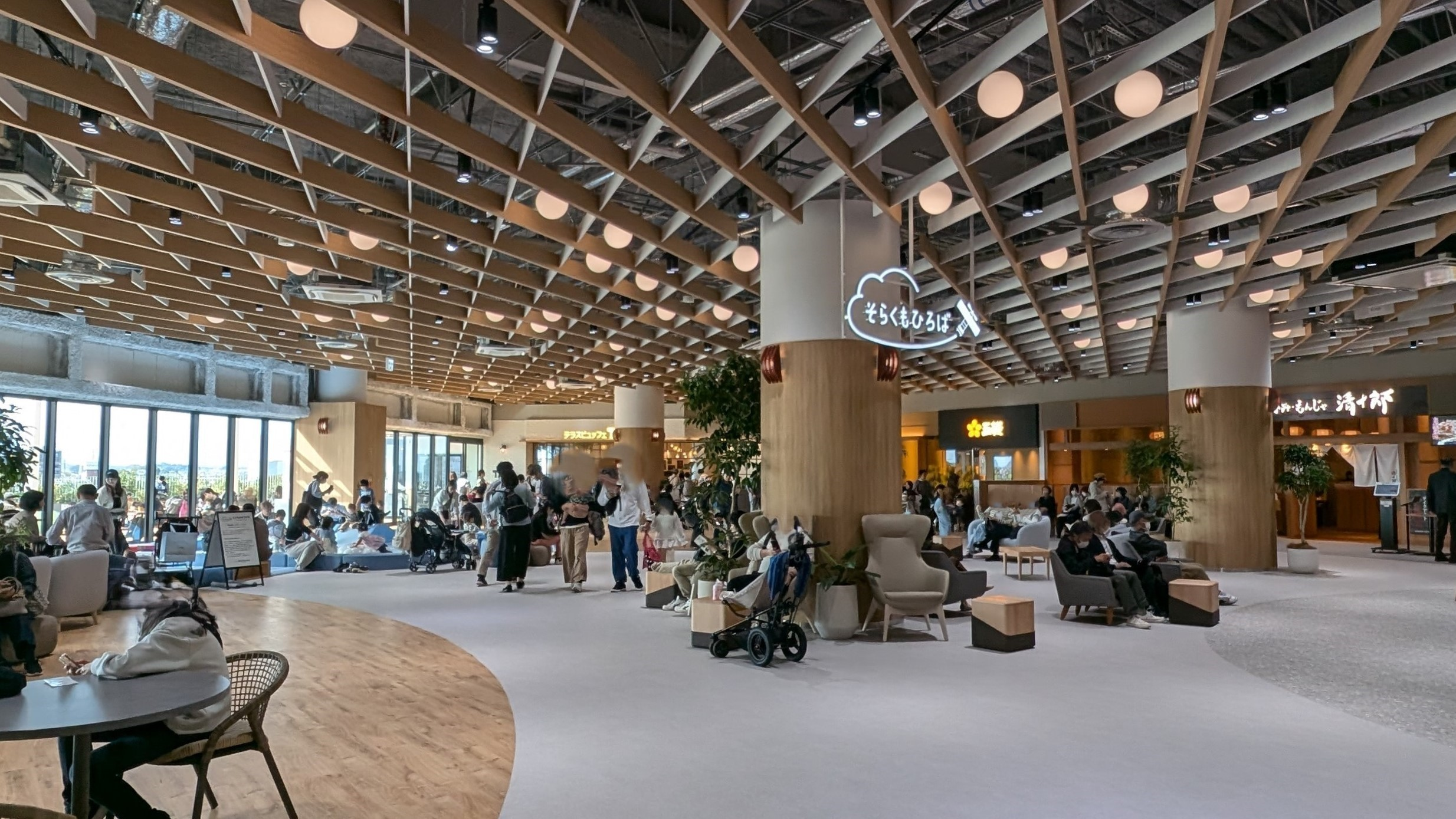
そらくもひろば
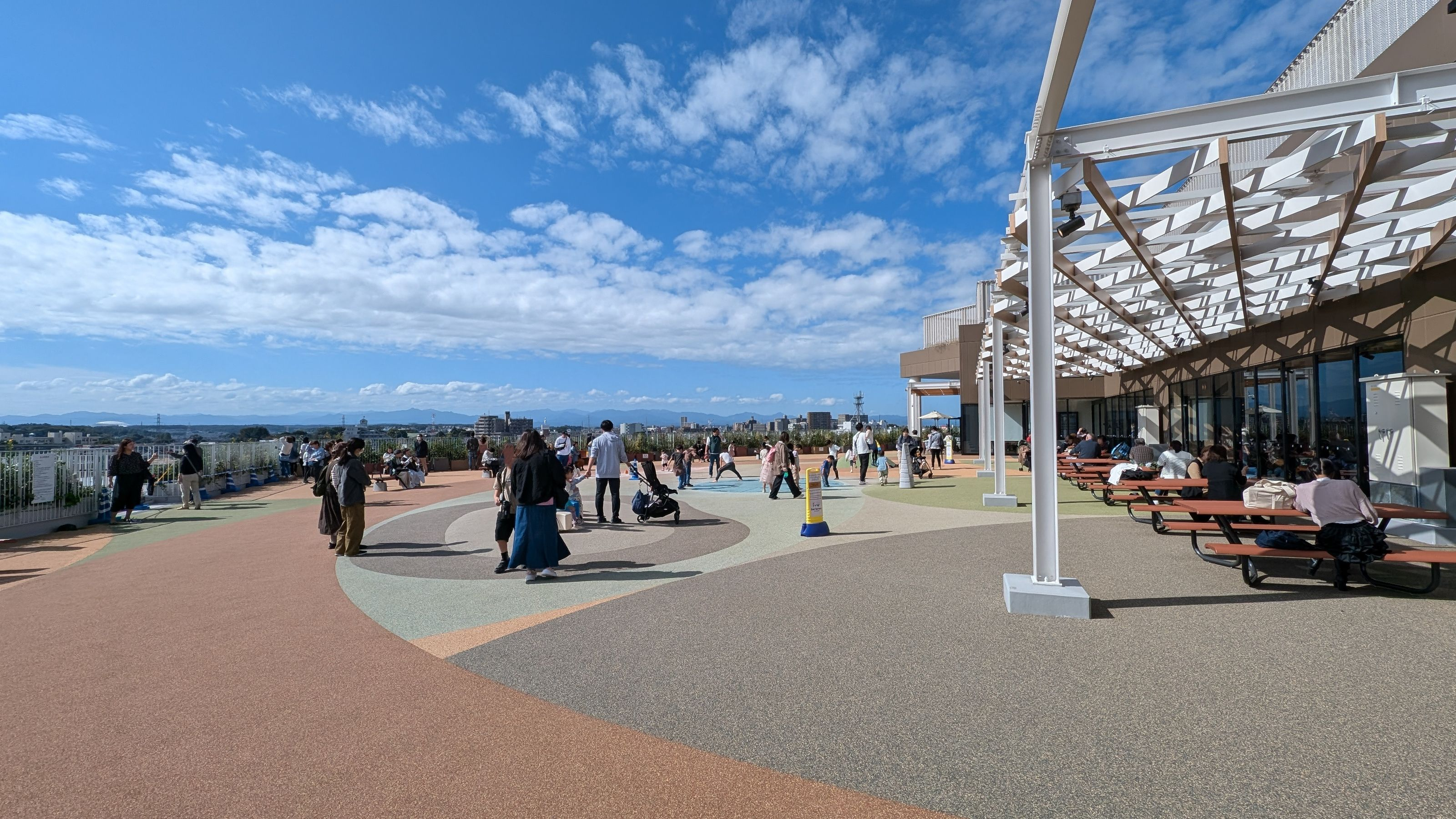
そとひろば

### T・ジョイ エミテラス所沢
T・ジョイ エミテラス所沢（ティ・ジョイ エミテラスところざわ、英語: T・JOY EMITERRACETOKOROZAWA）は、エミテラス所沢4階にあるシネマコンプレックス。スクリーン数は全12スクリーン、座席数は全1,872席となっており、ティ・ジョイと西武リアルティソリューションズ、松竹マルチプレックスシアターズの共同運営。

#### スクリーン概要
| No. | 座席数 | 座席数 | 特殊座席                                                     | 設備                             |
| No. | 通常   | 車椅子 | 特殊座席                                                     | 設備                             |
| --- | ------ | ------ | ------------------------------------------------------------ | -------------------------------- |
| 1   | 334    | 6      | - エグゼクティブシート（13席） - リクライニングシート（6席） | ドルビーアトモス（対応作品のみ） |
| 2   | 232    | 6      | - エグゼクティブシート（26席） - リクライニングシート（6席） | IMAXレーザー                     |
| 3   | 206    | 4      | エグゼクティブシート（12席）                                 | ScreenX                          |
| 4   | 208    | 4      | - ペアシート（6組12席） - トリオシート（7組21席）            |                                  |
| 5   | 104    | 3      |                                                              |                                  |
| 6   | 85     | 2      |                                                              |                                  |
| 7   | 118    | 3      |                                                              |                                  |
| 8   | 93     | 2      |                                                              |                                  |
| 9   | 76     | 2      |                                                              |                                  |
| 10  | 76     | 2      |                                                              |                                  |
| 11  | 143    | 4      | - プレミアシート（17席） - カウンターシート（7席）           |                                  |
| 12  | 155    | 4      | - プレミアシート（17席） - カウンターシート（10席）          |                                  |

- 全スクリーンに4Kレーザープロジェクター採用
- 特殊座席は以下の通り
  - エグゼクティブシート（当館の最上級シート、追加料金1000円）
  - プレミアシート（当館の上級シート、追加料金500円）
  - リクライニングシート（最前列に配置されている上級シート、追加料金200円）
  - カウンターシート（最後列に配置されているカウンター完備のシート、追加料金200円）
  - ペアシート／トリオシート（二人掛け／三人掛けシート、追加料金なし）

### 西武所沢車輌工場レガシー

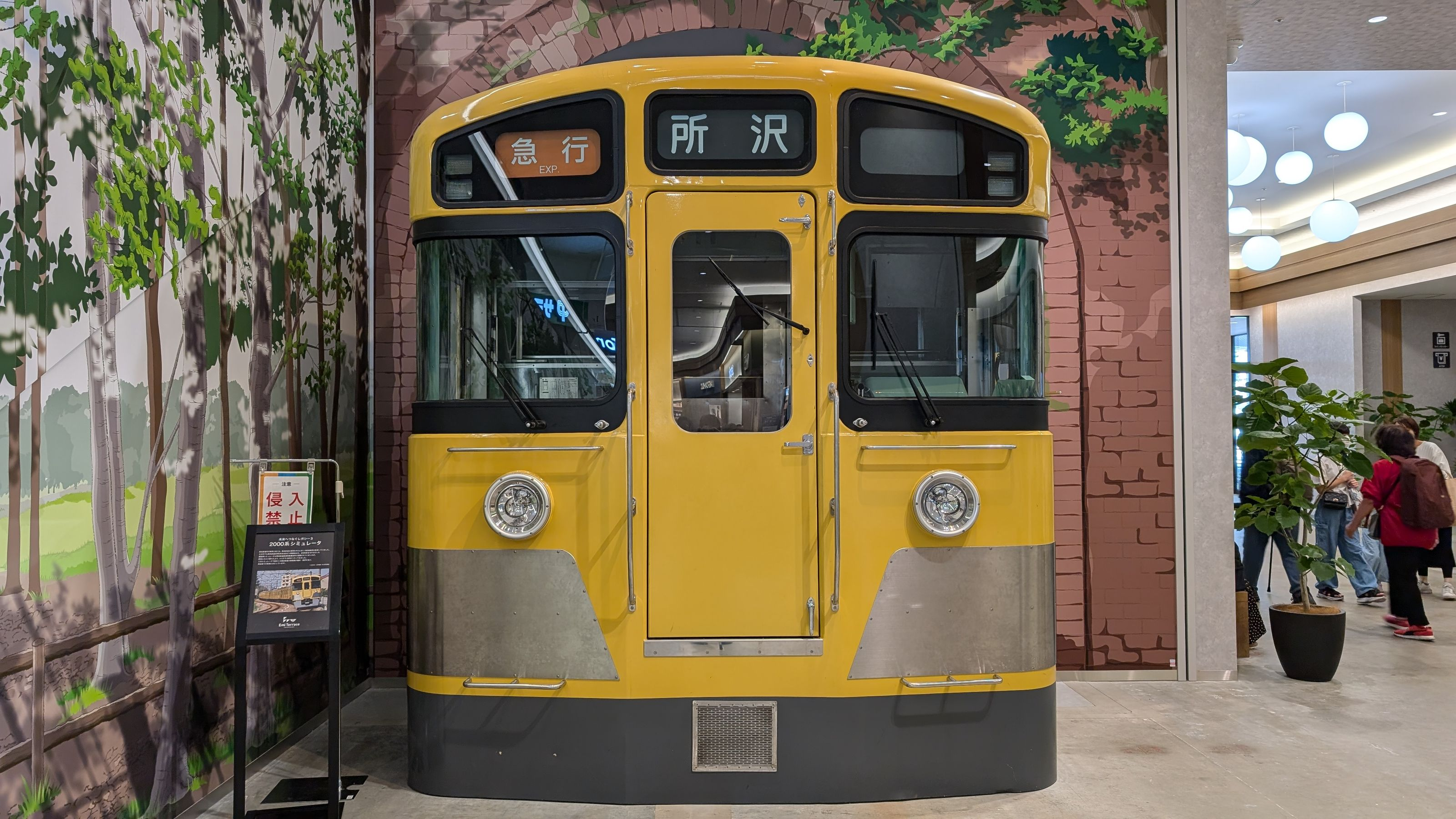
2000系運転用シミュレータ

館内には西武所沢車両工場の跡地であることを示すレガシーが設置されている。
工場と鉄道本線をつなぐための「引き込み線」が設置されていた場所の一部にレールが敷かれたり、乗務員の養成・教育のために鉄道係員養成所にて導入され、実際に訓練などで使用していた西武2000系電車運転用のシミュレータが設置されている。

## 沿革
- 2000年（平成12年）：西武所沢車両工場が閉鎖。
- 2022年（令和4年）11月1日：着工[11]。
- 2024年（令和6年）
  - 4月18日：施設名称「エミテラス所沢」と決定済みテナントを発表[12]。
  - 7月31日：竣工[13]。
  - 9月24日：開業[1]。

## アクセス
最寄り駅
西武鉄道 新宿線・池袋線 所沢駅西口より徒歩4分。
隣接するワルツ所沢とのペデストリアンデッキを経由して行き来できる。
路線バス
西武バス（コミュニティバスの所沢市内循環バス含む）の「所沢駅西口」バス停が最も近い。